# 364166 Trebek
364166 Trebek è un asteroide della fascia principale. Scoperto nel 2006, presenta un'orbita caratterizzata da un semiasse maggiore pari a 2,2874834 au e da un'eccentricità di 0,0725882, inclinata di 6,95492° rispetto all'eclittica.